# Monte Spicchio
Il Monte Spicchio (1.658 m s.l.m.) è un rilievo montuoso dell'Appennino tosco-emiliano, situato al confine fra le provincie di Modena e Lucca, nei rispettivi comuni di Pievepelago e Castiglione di Garfagnana. 

## Geo-morfologia
Tipico massiccio dell'appennino, il Monte Spicchio non presenta un'altezza elevata. Posto sul crinale tosco-emiliano, presenta una cima piatta senza alberi e panoramica, versanti boscosi e non ripidi in maniera eccessiva. Dal rilievo nascono per ogni versante due importanti corsi d'acqua: il Torrente Sillico, affluente del Fiume Serchio dalla parte toscana, il Rio Perticara, affluente del Torrente Scoltenna dalla parte emiliana. 

## Come raggiungerlo
Il Monte Spicchio è attraversato dal sentiero di crinale 00 e dalla Grande Escursione Appenninica. Vi si può comodamente accedere sia da Pieve Fosciana (dalla località di Sillico col sentiero 46) che da Pievepelago (dalla frazione Sant'Annapelago col sentiero 557).